# 測地系
測地系（そくちけい、英語: geodetic system）は、地球上の位置を経緯度（経度・緯度）および標高を用いる座標によって表すための系（システム）を指す。
- 現代では準拠楕円体、測地座標系、ジオイド面の3要素を特定することにより定められる。
- 測量の前提であり、地図を作成する際には一貫性が求められる。

## 全地球的測地系
全地球的測地系とは、測地系のうちで適用範囲が全地球に及ぶことも可であるもの。
- 測地座標系の原点及び準拠楕円体中心を地球重心[注釈 1]に一致させる定義とする（地心座標系）。座標系のz軸及び準拠楕円体の短軸は地球の自転軸に一致させる。このような準拠楕円体は地球楕円体と呼ぶことがある。
  - 座標系のx軸はIERS基準子午線の方向とすることが多い。この方向は地球の大陸プレートの動きの加重平均に追従する。
- これと対照的な方式による測地座標系は局所座標系（地域座標系）。
- なお、北米測地系（North American Datum）は、1983年の改訂により全地球的測地系の要素を大きく取り入れた結果、世界測地系1984（WGS84）との差はほぼ1 m相当に収まっている。

### 各種の全地球的測地系
相互間における経緯度値の差はかなり小さい。
- 米国の測地系：世界測地系1984（WGS 84）
- 日本の測地系：日本測地系2011[注釈 2]
- 国際地球基準座標系 (ITRF) の系統の座標系（ITRF 94（英語版）等）。
  - 国際機関で定められた座標系。国際地球回転・基準系事業（IERS）が維持している。
  - 陸地の測量に用いる国が多い。

## 測地系の3要素

### 測地座標系
直交座標系としての定義
- 原点
- x軸方向
- z軸方向

### 準拠楕円体
二要素によって定義（通常は長半径及び扁平率）
準拠楕円体の例：
- GRS80（1980年改訂）楕円体
  - 長半径は 6 378 137 m、扁平率は 1/298.257 222 101
- WGS84で用いる準拠楕円体
  - 長半径は GRS80に同じ、扁平率は 1/298.257 223 563

- ベッセル楕円体

### ジオイド面
ジオイド面は標高の基準。

## 世界測地系という呼称
全地球的測地系の範疇に属し、個々の国で採用されている測地系には、世界測地系という呼称を持つものがある。各々を混同してはならない。

### 米国の測地系：世界測地系（WGS84）
- 世界測地系（World Geodetic System、WGS）
  - アメリカ国防総省が、1960年に最初に策定した全地球的測地系。詳細は下記。

### 日本の測地系：世界測地系（JGD2011）
- 学術的名称は、日本測地系2011[注釈 2]
- 日本国内の法令上名称と通用名は「世界測地系」
- 国土地理院が策定し日本が採用（測量法改正2002年4月1日）した測地系を指す[2]。
- WGS84とJGD2011のずれは数cm～数十cm程度。

### 一般的呼称：世界測地系
国際的測地成果を用いて実現した全地球的測地系を意味して、世界測地系と呼ぶ考え方もある。国外に通じるかは不明。

## 各国の測地系

### アメリカ

#### WGS
アメリカ国防総省が、1960年に北米測地系（North American Datum）との差が少なくなるよう本初子午線及び全地球的測地系を策定し、「世界測地系（World Geodetic System, WGS）」と名付けた。現行の各種の全地球的測地系はどれもこれと同様の考え方を元にしている。
- これは、トランシット（GPSの前身となる最初の全地球航法衛星システム）の開発に合わせて策定された。

#### WGS84
世界測地系1984（WGS84）は、1984年に大きく改訂された版をいう。
- GPSで使用されている。
- WGS84楕円体は長半径は GRS80に同じ、扁平率はごく僅か異なり、 1/298.257 223 563 だが、実用上は全く問題とはならない差異である。
- 精密な陸地測量の分野では、WGS84ではなく、できればITRF系を用いることが推奨される。
- 海域の測地系としてWGS84が標準的である。
- GPSから得られた成果が盛り込まれ、数回の小改訂が行われている。
- 2013年10月16日から用いられているWGS84(G1762)はITRF2008に基いており、ITRF2008との差は平均1,2 mm程度となっている[3]。

### 日本

#### 旧日本測地系
日本では、1918年から2002年3月末までは、旧日本測地系（東京測地系、Tokyo Datum）と呼ばれる測地系を用いてきた。
- 局所座標系の範疇に属する測地系（日本周辺にのみ適用することが前提）
- 準拠楕円体はベッセル楕円体
  - 楕円体中心のずれは、事実上の日本測地原点である「東京大正三角点[4][5]」において、{\displaystyle X}、{\displaystyle Y}、{\displaystyle Z}をITRF94座標系の直交座標値、{\displaystyle X_{2}}、{\displaystyle Y_{2}}、{\displaystyle Z_{2}}をTokyo97座標系[注釈 4]の座標値とすると、次の公式で表すことができる[7][8]。

{\displaystyle {\begin{pmatrix}X\\Y\\Z\end{pmatrix}}={\begin{pmatrix}X_{2}\\Y_{2}\\Z_{2}\end{pmatrix}}+{\begin{pmatrix}-146.414\,{\textrm {m}}\\+507.337\,{\textrm {m}}\\+680.507\,{\textrm {m}}\end{pmatrix}}}　
- 経緯度の基準は日本経緯度原点の天文経緯度
- 標高の基準は日本水準原点（東京湾平均海面がベッセル楕円体面と一致）
- 全国の基準点座標値は三角測量網成果から決められる。離島では天文測量を用いた。
- 内的歪みを持ち、上記の原点から離れると歪みは大きくなる。

ITRF94の経緯度と日本測地系のそれとでは、上記の変換にあるように東京付近の地表面では450 m程度のずれが存在する。東京付近では、おおむね、日本測地系の数値から、北緯に12秒加え、東経に12秒減ずると、ITRF94の数値が得られる。
また日本測地系の基準点網は三角測量による成果に基づくため、測地系以外の要因によるゆがみが北海道や九州では5 - 10 m程度存在する（南西諸島、離島等はそれ以上の場合もあった）。このようなゆがみも考慮したITRF94との測地系変換を行うプログラムTKY2JGDが、国土地理院により公式に提供されている。
これらのずれやゆがみは、日本国内向けに1:25,000の地形図を発行するには問題を生じないが、海図の国際利用や、精密な位置情報にもとづくGISデータの整備の障害になりつつあった。

#### 日本測地系2000
旧日本測地系が持つ問題を解消するため、測量法および水路業務法の一部を改正する法律が施行され、2002年4月1日から、日本測地系2000（JGD2000、Japanese Geodetic Datum 2000）と呼ぶ測地系を用いることとなった。
- 日本国内の法令上名称と通用名は「世界測地系」
- 全地球的測地系の範疇に属する測地系
- 準拠楕円体はGRS80楕円体
- 測地座標系はITRF 94座標系
- 基準ジオイド面「日本のジオイド2000」は東京湾平均海面に一致。
- 測量法[1]第11条第3項による定義は次の通り。

「世界測地系」とは、地球を次に掲げる要件を満たす扁平な回転楕円体であると想定して行う地理学的経緯度の測定に関する測量の基準をいう。
1. その長半径及び扁平率が、地理学的経緯度の測定に関する国際的な決定に基づき政令で定める値であるものであること。
2. その中心が、地球の重心と一致するものであること。
3. その短軸が、地球の自転軸と一致するものであること。

#### 日本測地系2011
東日本大震災による地殻変動に伴い、国土地理院は2011年10月に測地成果2011を公開した。これにより再構築された日本測地系2011（JGD2011、Japanese Geodetic Datum 2011、世界測地系（測地成果2011））を、日本測地系2000に代わる測地系として用いることとなった。それに伴い以下の点が変更となった。
- 測地座標系
  - 東北地方・関東地方・新潟県・富山県・石川県・福井県・山梨県・長野県・岐阜県はITRF2008座標系（元期2011.4 2011年5月24日[10]）
  - その他の地域はITRF 94座標系
- 基準ジオイド面「日本のジオイド2011」

### ロシア

#### SK-42
SK-42（ロシア語: Пулково-1942, СК-42, Система координат 1942）はソビエト連邦・ロシア連邦で1946年より用いられていたヨーロッパに適合する局所座標系である。
- 準拠楕円体はクラソフスキー楕円体。

#### PZ-90
PZ-90（ロシア語: Параметры Земли 1990, ПЗ-90）はGLONASSで用いられている全地球的座標系である。
- 二回の小改訂が行われ、PZ-90.02、PZ-90.11がある。
- 準拠楕円体はPZ-90楕円体
- 測地座標系は地心地球固定座標系を用い、Z軸方向はIERS基準極点（北極点）とする[11]
- PZ90.11とITRF2008の差はセンチメートルレベル[12]。

#### SK-95
SK-95（ロシア語: Пулково-1995, СК-95, Система координат 1995)はSK-42と同じくクラソフスキー楕円体を準拠楕円体に用いた局所座標系で、PZ-90と軸方向が平行である。2002年7月1日から用いられている。

#### GSK-2011
GSK-2011（ロシア語: Геодезическая система координат ГСК-2011）は2012年12月28日から用いられている測地系。ITRF系に準拠しており、測量や地図作成に用いられる。
- 準拠楕円体はGSK-2011楕円体

## インターネット地図が採用している測地系
- 米国の測地系：世界測地系（WGS84）
  - Google マップ
  - Yahoo!マップ（ただし旧日本測地系も地図APIで対応する）
  - オープンストリートマップ
  - Bing Maps
  - Mapion[13]
  - NAVITIME[14]
- 日本の測地系：世界測地系（日本測地系2011、JGD2011）
  - 電子国土基本図（https://maps.gsi.go.jp/ ） - 国土地理院、地方公共団体等が提供[15]
  - MapFan Web[16]
- 日本の測地系：旧日本測地系
  - いつもNAVI（ゼンリンデータコム）

世界測地系のWGS84とJGD2011のずれは数cm～数十cm程度である。旧日本測地系と世界測地系は東京で450m程度ずれる。